# Pias Operárias de São José
As Pias Operárias de São José (sigla P.O.S.G.) são um instituto religioso feminino de direito pontifício.

## História
Originária de Florença, Madre Agnese Tribbioli vestiu o hábito de freira em 23 de janeiro de 1901 em sua cidade natal, professando os votos no instituto do «Patrocínio de São José», obra fundada em 1882 por Emma Rosadi. Após 16 anos de permanência, acreditou que a obra não era mais o lugar adequado para vivenciar sua vocação religiosa: em 4 de agosto de 1917 deixou o instituto e começou a viver sua vocação de forma independente.
Seu primo Paolino Tribbioli, bispo de Ímola desde 1913, sugeriu que ela cruzasse as montanhas e se estabelecesse nos Apeninos de Ímola. Em 1919 Agnese reuniu alguns antigos companheiros e estudantes em Castel del Rio, no vale superior do Santerno, onde formou o primeiro núcleo da nova congregação. Em outubro de 1922 foi inaugurada uma casa de noviciado em Belvedere di Castel del Rio. Desde então é considerada a Casa Mãe. Em 1927, todas as irmãs, na época nove, reuniram-se em Belvedere. No dia 29 de junho daquele ano receberam a visita do bispo Tribbioli, que abençoou a casa e aprovou o nome de "Pie Operaie di San Giuseppe". No ano seguinte, foram inauguradas novas casas em Pistoia e Sesto Imolese, na zona rural de Imola.
Em 1933 ocorreu um acontecimento inesperado: ocorreu a reunificação com as freiras do Patrocínio de São José, idosas e em constante diminuição. O evento foi comemorado no dia 8 de maio daquele ano. Em 22 de setembro de 1938, realizou-se o primeiro capítulo geral em Castel del Rio, presidido por bispo Tribbioli. Madre Maria Agnese foi eleita superiora geral. O instituto obteve a aprovação pontifícia em 31 de janeiro de 1962.

## Atividades e difusão
As freiras dedicam-se ao apostolado paroquial, à instrução e educação de crianças e jovens, à assistência e atividades sociais em favor dos órfãos, idosos, prisioneiros e famílias desfavorecidas, e às missões.
Além da Itália, estão presentes no Brasil, Índia e Romênia; a sede geral fica em Florença.
No final de 2015 o instituto contava com 80 religiosas em 24 casas.
Desde 2019, a Madre Superiora da congregação é Madre Luigina di Maria Immacolata, nascida Caterina Lacancellera.